# Célula de Kupffer
Células de Kupffer são células que recobrem, junto com as células endoteliais típicas, as placas hepatocelulares. São capazes de fagocitar substâncias estranhas presentes no sangue dos seios hepáticos, sangue esse que chega até aos sinusóides pela veia porta. Possui muitos lisossomas para cumprir sua função como célula fagocitária e um núcleo grande e oval. É envolto por fibras reticulares. São células descontínuas e permitem a passagem do plasma aos hepatócitos.
São macrófagos encontrados na superfície luminal das células endoteliais, cujas principais funções são: metabolizar eritrócitos velhos, digerir hemoglobina, secretar proteínas relacionadas com os processos imunólogicos e destruir bactérias que eventualmente penetrem no sangue portal a partir do intestino grosso, cuja proporção celular no fígado chega a 15%.
Além disso, as células de Kupffer são diretamente ligadas a certas patogenias. Já que são células do sistema reticuloendotelial, funcionam como células de defesa, e sua deficiência ou morte causam patologias associadas a essa células. Um exemplo, é no caso da hemocromatose hereditária, em que o acúmulo do íon ferro nos hepatócitos e nas células de kupffer causa morte do parênquima hepático, provocando cirrose hepática e hepatocarcinoma.
O nome da célula é uma homenagem ao cientista Karl Wilhelm von Kupffer.